# Yukio Shimomura
Yukio Shimomura (jap. 下村 幸男, Shimomura Yukio; * 25. Januar 1932 in Hiroshima, Präfektur Hiroshima) ist ein ehemaliger japanischer Fußballspieler.

## Nationalmannschaft
1955 debütierte Shimomura für die japanische Fußballnationalmannschaft. Mit der japanischen Nationalmannschaft qualifizierte er sich für die Olympischen Spiele 1956.